# Miernik (demon)
Miernik, mierniczy – polny demon z kategorii błędnych ogni; pokutująca dusza niesprawiedliwego geometry, wyobrażana często jako pełzający lub latający płomyk.
Według wierzeń ludowych dusze mierniczych, którzy źle wymierzyli pola, pojawiały się wszędzie tam, gdzie dokonywano pomiarów, tj. na łąkach, placach i drogach. Pokazywały się po zapadnięciu zmroku oraz w nocy. Występowały głównie w okresie wielkopostnym i adwentu.
Niekiedy przybierały kształt ognistej ręki trzymającej pióro, światełek albo ogromnych słupów ognia, czasami postaci trzymającej zapaloną świecę i przyrządy geodezyjne. Nienawidziły gwizdania, biły i deptały śmiałków, którzy ośmielili się zagwizdać w ich obecności, ale niekiedy właśnie gwizdaniem można było miernika odstraszyć.

## Znaczenia słowa „miernik”
Inne znaczenia słowa „miernik”, które związane są z demonologią ludową:
- miernik – występująca na Śląsku nazwa świetlika bagiennego
- miernik – imię diabła z regionu łęczyckiego[1]